# Peery Lake
Peery Lake är en sjö i Australien. Den ligger i delstaten New South Wales, i den sydöstra delen av landet, omkring 800 kilometer nordväst om delstatshuvudstaden Sydney. 
Omgivningarna runt Peery Lake är i huvudsak ett öppet busklandskap. Trakten runt Peery Lake är nära nog obefolkad, med mindre än två invånare per kvadratkilometer. Genomsnittlig årsnederbörd är 322 millimeter. Den regnigaste månaden är februari, med i genomsnitt 91 mm nederbörd, och den torraste är oktober, med 2 mm nederbörd.